# Ardent-Klasse (1895)
Die Ardent-Klasse, auch als Thornycroft 27-knot A class bezeichnet, war eine Klasse von drei Torpedobootzerstörern der britischen Marine, die von 1895 bis 1918 in Dienst stand. Nach dem 30. August 1912 wurde die Klasse auch als A-Klasse bezeichnet.

## Geschichte
Alle Boote wurden auf der Werft von John Isaac Thornycroft in Chiswick gebaut. Sie waren 61 Meter lang und verdrängten 265 Tonnen. Ihre Thornycroft-Dampfkessel erzeugten eine Leistung von 4.200 PS und verliehen ihnen eine Geschwindigkeit von 27 kn. Die Bewaffnung bestand aus einem 76-mm-Geschütz und zwei Torpedorohren für 18″-Whitehead-Torpedos. Ansonsten glichen sie den Booten der Daring-Klasse, die lediglich ein zusätzliches Torpedorohr am Bug aufwiesen.

## Einheiten
| Name    | Bauwerft                                | Kiellegung    | Stapellauf        | Indienststellung | Verbleib                                   |
| ------- | --------------------------------------- | ------------- | ----------------- | ---------------- | ------------------------------------------ |
| Ardent  | John I. Thornycroft & Company, Chiswick | Dezember 1893 | 16. Oktober 1894  | 30. April 1895   | Am 10. Oktober 1911 zum Abbruch verkauft   |
| Boxer   | John I. Thornycroft & Company, Chiswick | Februar 1894  | 28. November 1894 | Juni 1895        | Am 8. Februar 1918 nach Kollision gesunken |
| Bruizer | John I. Thornycroft & Company, Chiswick | April 1894    | 27. Februar 1895  | Juni 1895        | Am 26. Mai 1914 zum Abbruch verkauft       |